# John Healey
John Healey, född 13 februari 1960 i Wakefield i West Yorkshire i Storbritannien, är en brittisk politiker för Labour Party. Efter parlamentsvalet 2024 utnämndes Healey till Storbritanniens försvarsminister den 5 juli 2024.

## Utbildning och tidigt yrkesliv
Healy, som är son till Aidan Healey OBE, påbörjade sin utbildning på Lady Lumley's School i Pickering. Gymnasiestudierna genomförde han på St Peter's School i York innan ha påbörjade sina akademiska studier vid Christ's College, Cambridge där han 1982 avlade en kandidatexamen i samhällsvetenskap ochstatsvetenskap.
Efter sin examen arbetade han som journalist under ett år och arbetade sedan på flera nationella välgörenhetsorganisationer. 1992 blev han kommunikationschef på fackförbundet Manufacturing, Science and Finance. I parlamentsvalet 1992 slutade Healey på tredje plats i valkretsen Ryedale.

## Parlamentsledamot och försvarsminister
John Healey gick segrande ur parlamentsvalet 1997 och tog plats i underhuset, en plats som han har behållit sedan dess. Healey tjänstgjorde under Tony Blair som underminister med ansvar för frågor rörande vuxenutbildning från 1997 till 2001, och på finansdepartementet från 2002 till 2005. Under Gordon Browns period var han Minister of State for Local Government från 2007 till 2009 och som Minister of State for Housing and Planning från 2009 till 2010.
Efter parlamentsvalet 2010 som labour förorade valdes han in till skuggkabinettet och utsågs till skuggminister för Hälsa. Mellan 2016 och 2020 var han skuggminister för bostadsfrågor under Jeremy Corbyn.
Efter att Keir Starmer valts som labourpartiets ledare 2020 blev han utsedd till skuggminister för försvarsfrågor, och efter vinst i parlamentsvalet 2024 blev han utsedd till landets försvarsminister.

## Privatliv
John Healey är gift med Jackie Bate, och tillsammans har de ett barn. Bate har tidigare arbetat som organisatör av Labourpartiets partikongress, och är nu anställd som kontorschef för Healeys parlamentskontor.